# Wetterzeube
Wetterzeube – miejscowość i gmina w Niemczech, w kraju związkowym Saksonia-Anhalt, w powiecie Burgenland, wchodzi w skład gminy związkowej Droyßiger-Zeitzer Forst.
1 stycznia 2010 do Wetterzeube przyłączono dwie gminy: Breitenbach oraz Haynsburg.